# DDR-Meisterschaften im Gewichtheben 1952
Die 4. DDR-Meisterschaften im Gewichtheben fanden am 12. und 13. Juli 1952 in Magdeburg statt. Gewertet wurde das Mehrkampfergebnis im olympischen Dreikampf aus Reißen, Stoßen und Drücken.

## Medaillengewinner
| Disziplin                         | Gold                                     | Gold     | Silber                                        | Silber   | Bronze                             | Bronze              |
| --------------------------------- | ---------------------------------------- | -------- | --------------------------------------------- | -------- | ---------------------------------- | ------------------- |
| Bantamgewicht (bis 56 kg)         | Franz Frank (BSG Einheit Stralsund)      | 255,0 kg | Fritz Urban (BSG MAS Heldrungen)              | 237,5 kg | Kurt Kitze (BSG Turbine Leipzig)   | 237,5 kg            |
| Federgewicht (bis 60 kg)          | Georg Miske (SK Vorwärts KVP Leipzig)    | 272,5 kg | Werner Müller (BSG Chemie Meißen)             | 247,5 kg | Heinz Kahl (BSG Motor Zittau)      | 240,0 kg            |
| Leichtgewicht (bis 67,5 kg)       | Heinz Czernicki (BSG Motor Magdeburg)    | 272,5 kg | Heinz Rast (SK Vorwärts KVP Leipzig)          | 272,5 kg | Eberhard Hatt (BSG Aufbau Dresden) | 265,0 kg            |
| Mittelgewicht (bis 75 kg)         | Helmuth Unrein (SG Volkspolizei Erfurt)  | 300,0 kg | Günter Franke (SK Vorwärts KVP Leipzig)       | 300,0 kg | Rolf Gapon (BSG Motor Magdeburg)   | 285,0 kg            |
| Leichtschwergewicht (bis 82,5 kg) | Günter Siebert (SK Vorwärts KVP Leipzig) | 310,0 kg | Edgar Zinnt (BSG Einheit Stralsund)           | 300,0 kg | Siegfried Arnold (SG DVP Erfurt)   | 280,0 kg            |
| Mittelschwergewicht (bis 90 kg)   | Fritz Lorenz (BSG Motor Magdeburg)       | 310,0 kg | Kurt Fickenscher (BSG Chemie Großbreitenbach) | 292,5 kg | Hans Jakisch (BSG Motor Görlitz)   | 277,5 kg            |
| Schwergewicht (über 90 kg)        | Richard Leopold (BSG Einheit Erfurt)     | 307,5 kg | Wilhelm Ludwig (SG DVP Berlin)                | 300,0 kg | nur zwei Teilnehmer                | nur zwei Teilnehmer |